# 烈!!!伊達先パイ
『烈!!!伊達先パイ』（れつ!!!だてせんパイ）は、近藤信輔による日本の漫画作品。

## 概要
伊達愛と付き合う男子高校生・片倉武士と、二人の仲を妨害する愛の兄で政宗被れの「伊達先パイ」を描いたギャグ漫画。『少年ジャンプNEXT!』（集英社）2011 SUMMERに増刊版『烈!!!伊達先パイ』が掲載された。増刊版はギャグ漫画にしては読者アンケートで好評だったため、『週刊少年ジャンプ』（集英社）2012年24号に本誌読切版『烈!!!伊達先パイ』が発表される。その後、『週刊少年ジャンプ』（集英社）にて、2012年41号から2013年10号まで連載された。なお、作品タイトル・主人公が「先輩」でなく「先パイ」なのは、単純に画数が少なく分かり易いため。
登場人物の大半は伊達政宗にゆかりのある人物もしくは戦国武将が名前の由来となっている。作者としては当初バトル展開に移行する予定だったが、敵となるはずだった真田が「愛すべきアホキャラ」になってしまい、その上短期で打ち切られたので実現することはなかった。
近藤の次回作『ジュウドウズ』の過去編『ジュウドウズ外伝 柔も轟に』では、大坂の陣（1615年）に本作の登場人物と同じ容姿でそのモデルとなったキャラクターが登場している。

## あらすじ
十万石高校に通う片倉武士は、学校のマドンナである伊達愛に告白し、両思いだったために晴れて恋仲となる。しかし、愛の兄「伊達先パイ」こと伊達まさしは、伊達政宗かぶれのすさまじい男だった。

## 登場人物

### 十万石高校
伊達 まさし（だて まさし）
本作の主人公。18歳。3年B組在籍（しかしB組を勝手に「だて組」と書き換えている）。通称「伊達先パイ」。
極度の伊達政宗マニア。政宗のコスプレとして常に甲冑を着込み、馬に扮する後藤ちゃんを乗り回し、黒脛巾組なり怪しげな軍団を引き連れ、刀を振り回すというとんでもない人物。戦闘能力は非常に高く、スポーツも得意。また、骨の存在すら疑われるほどの柔軟さとピラニアに噛まれても涼しい顔をするほどのタフさなど、身体能力そのものが人間離れしている。
妹の愛のことは留守がちの両親の代わりに育ててきたという自負から溺愛しており、それにより愛に近づく男にはリンチにかけて全裸で晒すなどといった容赦ない制裁を食らわす。故に愛とのデートを望む片倉の前に高い壁として立ちはだかる。その一方で片倉の度胸と根性、愛に対する愛情には及第点とは行かないまでも彼なりに一目置いており、彼に対する妨害も彼を試しているという側面が強い。部下からの人望は厚く、褒章としてAKBグッズを振舞っている。AKB関係者のやっくんなる人物やサンタクロースと知り合いだったりなど謎の人脈を持つ。
愛曰く、昔はただの戦国時代好きの域を出ず、性格もまじめで常識人だったらしいが、中学生時代から急激にエスカレートし、気がついたときには現在のような変人と化していたらしい。なお、一度記憶喪失に陥り、一時的に昔の彼に戻ったことがある。
一方で妹が絡まなければ比較的話の通じる人物ではあり、店員からの注意に素直に従ったり、霧子の命を救ったりしている。実際に作中では妹関係以外で実力行使に出たことはなく、片倉らから「確かに目からビーム出しそう」「あんな高校生いない」などと言われた際も口で抗議したのみである。ずんだ餅には目がなく、30人前はいけるらしい。出身中学校は戦国中で、後述の真田や前田も同じである。
最終回では対に片倉の男気を認め、愛との交際を承諾した。意外にも全国模試では常にトップなほど成績がよく、後日談ではアメリカの大学に進学したことが語られている。
9月5日生まれ。身長：178センチメートル、体重：75キログラム。好きなものは妹、伊達政宗、東北に関わるもの全部。
名前の由来は伊達政宗。
片倉 武士（かたくら たけし）
もう一人の主人公にして突っ込み役。16歳。1年A組在籍。
愛との健全な付き合いを望むごく普通の高校生。健全すぎて、本編第12話時点でまだキスすらしておらず、伊達先パイの配下である黒脛巾組さえも唖然とさせた。
作中でほぼ唯一の常識人であり、突っ込みは彼がほぼ一人でこなしている。愛への愛情は本物で、愛の身に危険が迫れば身を挺してでも守ろうとする男らしい性格。髪は父親譲りの金髪で地毛。柔道を嗜んでおり、サッカーも得意だが、運動神経・身体能力に優れた伊達先パイには及ばない。愛と付き合ってからというもの事あるごとに伊達先パイやその関係者の変人に振り回されまくり、心の休まることのない日々を送っている。
父親が大企業の社長のため幼い頃はお坊ちゃまだったが、リーマンショックによって会社が倒産し没落。以降、喜多が乗り込んでくるまで『ハイツ人取橋』で一人暮らしをしていた。
伊達先パイや真田らの度重なる妨害やトラブルにめげることなく一途に愛を思い続け、その甲斐があって最終回では晴れて先パイに愛との交際を認められることとなった。
12月25日生まれ。身長：172センチメートル、体重：69キログラム。好きなものは愛さん、格闘技（主に柔道）。
名前の由来は伊達政宗の側近「片倉小十郎」。
伊達 愛（だて めご）
本作のヒロイン。16歳。1年A組在籍。
心身ともに絵に描いたような美少女で、兄譲りの前髪が特徴。「十万石高校付き合いてえランキング仏契りNo1」で、同高校のマドンナオブマドンナ。片倉とは両想い。初期は片倉と並んで常識人だったが、次第に天然ボケな面が目立つようになっていった。
兄の過保護には辟易しており、片倉とのデートを邪魔されることも日常茶飯事だが、何だかんだで兄のことは大事に思っている。霧子の兄に対する思いに気づいており、応援している。身体能力は兄譲りで、特に怒ったときの彼女は兄の10倍は強いとされ、大岩を持ち上げ道路標識を握りつぶす程の怪力を見せる。
1月30日生まれ。身長：164センチメートル、体重：教えてくれませんでした。好きなものは片倉君、何だかんだでお兄ちゃん、マーラーカオ。
名前の由来は伊達政宗の正室である「愛姫」。

### 伊達先パイの部下
後藤ちゃん
伊達先パイが乗る、馬の被り物を担当する兄弟。上半身担当の顔が見えるほうが弟、下半身担当が兄で、しゃべるのはもっぱら弟のほう。
AKBオタクの中のAKBオタクであると同時に忠義にあふれる男でもあり、獅子舞状態にも関わらず伊達先パイを乗せたまま、150km/hで走るバイクに追いつくという驚異的な脚力を持つ。
6月6日生まれ。身長：158センチメートル、体重：68キログラム。好きなAKBメンバーは高橋みなみ（兄）、3月6日生まれ。身長：159センチメートル、体重：71キログラム。好きなAKBメンバーは渡辺麻友（弟）。
名前の由来は「後藤信康」。
黒脛巾組（くろはばきぐみ）
伊達先パイに従う、黒い全身タイツを着た筋肉質の謎の集団。彼らの任務は雑用から戦闘員まで多岐にわたり、高い技術力も持っている模様。
作者自身も彼らの正体については考えていないらしく、妖精のようなものかもしれないと語っている。
身長：160〜180センチメートル、体重：60〜90キログラム。好きなものはAKB48、伊達先パイ。
名前の由来は伊達政宗が組織したとされる同名の忍者集団。
Z-NDA（ズンダ）
伊達先パイが黒脛巾組に「自分がいなくても愛を守れるように」と命令し作らせた伊達政宗型ロボット。全身メタリック素材であまり伊達先パイには似ていないのだが、どういうわけか愛には見分けがつかなかった。容姿および思考回路が伊達先パイ本人をベースにして作られたため、自身を愛の兄であると思い込んでいる。
戦闘力は非常に高く、口からビームを発射したり全身からミサイルや銃弾を放ち、ジェット噴射で空も飛べる。一度は愛と片倉をかばって高所から転落し半壊してしまったが、再改造を施され復活。口から火球を発射する機能が追加された。

### 真田ゆきぢとその部下
真田 ゆきぢ（さなだ ゆきぢ）
千成高校総長。伊達先パイの元同級生で、真田幸村マニア。実家は「真田ヒモカンパニー」なる大企業で、かなりの大金持ち。
真田幸村の兜の飾りを模した角のカチューシャに白ブレザーというホストを思わせる風貌。愛に惚れており、昔から執拗にアプローチを繰り返しているが、そのたびに返り討ちに遭っている。自称知略家だが基本的に自滅するかSASUKEに弄られるばかりで、さらに片倉が愛の彼氏ということには全く気付いておらず、愛の友人と思い込むなど抜けており、伊達先パイには「頭は切れるがバカ」と称されている。愛が謙遜の意味で発言した「私はあなたとは釣り合わない」という発言を逆の意味に受け取り、愛に見合う男になるべく2年間彼なりの努力を続けるなどよく言えば素直で一途でもあり、SASUKEに酷い目に遭わされても彼を恨む様子を見せないなど憎めない人物。伊達先パイ同様に部下がいるが、基本的に舐められている。ただし尊敬されていないだけで彼なりに慕われてはいる模様。
会話シーンでは語尾に「○○さぁ」と付けることが多い。
2月2日生まれ。身長：170センチメートル、体重：67キログラム。好きなものは愛君、真田幸村、白いもの。
名前の由来は伊達政宗のライバルである真田幸村で、容姿や性格は伊達先パイと対になっている。なお、史実ではライバルでも何でもない（ただし、伊達政宗の家臣であった片倉重長（二代目小十郎）が幸村の娘を妻に娶り、遺児を匿うなど、伊達氏と真田氏の間には何らかの接点があったという説もある）。
山田 SASUKE（やまだ さすけ）
真田の側近で十勇士の一員。
優秀だが基本的にやる気がなく、忠誠心も皆無。それどころか命令に従う条件としてボーナスを要求したり、真田を苛める方向に全力を出す傾向がある。軟派な性格で隙あらば女の子を口説いていることが多い。ただし腑抜けた真田にハッパをかけるべく他の十勇士とともに狂言を仕掛けるなど彼なりに真田をボスとして認めて入る模様。女性から人気があり、バレンタインには大量のチョコレートを贈られていた。趣味は筋トレで、いつか『SASUKE』に出場して全ステージ制覇するのが夢。実はお菓子作りが得意。姉・霧子との仲は良く、恋愛に奥手かつ不器用な姉をたびたびフォローしている。姉からの呼び名は「さー君」。愛が片倉にチョコを渡すのを手助けするなど、本作の恋愛面においては一躍買っている人物。
9月27日生まれ。身長：175センチメートル、体重：71キログラム。好きなものは家族、トレーニング、プロテイン、世の女性達全部、真田いじり、SASUKE。
名前の由来は真田十勇士の「猿飛佐助」で、片倉と対になっているキャラクター（硬派に対し軟派、熱血に対し冷静、先輩にいたぶられるに対し先輩をいたぶる）。
山田 霧子（やまだ きりこ）
十勇士の一員で、諜報のスペシャリストであるくノ一。SASUKEの姉。千成高校2年（17歳）。
スリーサイズがB69、W51、H70と、ハニートラップには向かない幼い容姿をしている。真田を馬鹿にしているが、金払いが良いので従っている。体型のことは気にしているらしく、愛に対して嫉妬心をあらわにしたが、いつの間にか打ち解けていた。伊達先パイと愛の現状を調べるための諜報員として投入されるも伊達先パイの破天荒な日常に心が傾き、カーチェイスで事故を起こしたところを伊達先パイに救われてからは本格的に惚れてしまう。
ただし恋愛に対しては非常に奥手らしく、本人は恋愛感情を自覚している節があるものの伊達先パイを前にすると素直になれずに幼稚な罵倒をしながら走り去るパターンが多い。
愛に次ぐ第二のヒロインとも言えるキャラで、ラストシーンは後藤ちゃんに促され、伊達先パイにチョコを渡しに行く彼女の後姿で締め括られている。
後日談においてはアメリカに行った伊達先パイを追いかけるべく、英会話を勉強していた。
名前の由来は同じく真田十勇士の「霧隠才蔵」。

### その他の人物
白石・鬼庭・只野
片倉のクラスメイト。坊主頭で顎が割れているのが白石、背が低く子供のような容姿をしているのが鬼庭。
片倉と4人で「高彼連（高1まで彼女なんていたことねーよケッ傷を舐めあおうぜ連合）」なる集まりを組んでいたが、片倉に彼女が出来たため裏切られた。それ以降はモブとしてしばしば登場している。
名前の由来はそれぞれ「白石宗実」「鬼庭綱元」「只野作十郎」。
前田 K・J（まえだ けいじぇい）
伊達先パイの元同級生の大男。山形の高校に進学したが、最近戻ってきた。
その体躯に強面、革ジャンという威圧感を与える風貌とは裏腹に気さくな人柄で、愛のことを実の妹のように可愛がるとともに片倉に対しても好意的。ただしその実深刻な妹萌えであり、愛に自分のことを「お兄ちゃん」と呼ばせようとする変態。伊達先パイとは「伊達っち」「前ちょん」と呼び合う仲であるとともにライバルでもあり、事あるごとに愛を賭けて決闘をしている。
9月30日生まれ。身長：192センチメートル、体重：110キログラム。好きなものは妹、バイク、革ジャン。
名前の由来は「前田慶次」。
喜多 満子（きた みつこ）
かつて片倉家に仕えていたメイド。
片倉家が没落した後も片倉のことを常に案じていたが、ふと偶然片倉を見つけたため。家政婦として片倉宅の隣（アパートの隣同士）に住むこととなった。世話焼きで心優しい性格だが、心配性が行き過ぎるあまり妄想同然の領域に突入し、過激な行動をしてしまうという伊達先パイと同じタイプの人種。
片倉家を去った後、本人曰くメイドの本場である中国に渡って『滅夷道（メーイードー）』なる怪しげな武術を身に付けており、それ故に黒脛巾組程度なら軽くあしらい、巨大なクマをも一蹴、伊達先パイとも互角の強さを見せた。箒を改造した三節棍を武器に使用する。散々伊達先パイと死闘を繰り広げながら、最終話ではなぜか黒脛巾組と強敵（とも）として固い握手を交わしていた。
片倉家に仕える前にはガン黒ギャルで、仲間と一緒にパンクバンドを組んでいた。
5月10日生まれ。身長：168センチメートル、体重：聞いたらしばかれました。好きなものは武士坊っちゃま、お掃除、站樁、PUNKROCK（ハイスタ直撃世代）。
名前の由来は片倉小十郎の異父姉にして政宗の乳母である「片倉喜多」。
上杉 かげと（うえすぎ かげと）
伊達先パイや真田の通っていた戦国中の先パイ。現在は大学生。
女好きで、合コンが大好きなチャラ男だがドジで空気が読めない。後輩たちに比べると戦闘力は劣るが、なぜか人望だけは厚い。
名前の由来は前田慶次の主君である「上杉景勝」だが、中学時代には上杉謙信に憧れ白頭巾を被っていた。
最上 YOSHIKI（もがみ よしき）
愛のお気に入りのB級映画監督。鴻上国際映画賞のグランプリを受賞したことで有名らしい（なお、片倉はその賞の名前すら聞いたことがなかった）。
独特の感性の暴走により、既存の価値観にとらわれない作品を創造するが、片倉曰く「死臭しかしない」「まるで売れる気しない」と酷評された。
結局、完成した最新作は、当初予定されていた伊達先パイを差し置いて愛を主役に据えた事で伊達先パイの怒りを買い、途中から撮影に参加した片倉をその破天荒な感性で振り回し、伊達先パイと片倉が共闘すると言う、非常に珍しい締め方が成されている。
名前の由来は「最上義光」。

## 前身
ショートギャグ版「伊達先輩」
単行本1巻収録。全2ページ。
増刊版「烈!!!伊達先パイ」
バスケットボールを題材にしたギャグ漫画。『少年ジャンプNEXT!』（集英社）2011 SUMMER掲載。単行本1巻収録。
本誌読切版「烈!!!伊達先パイ」
連載版の直接の前身。『週刊少年ジャンプ』（集英社）2012年24号掲載。単行本2巻収録。

## 単行本情報
1. 「だって伊達だし」ISBN 978-4-08-870607-8
2. 「伊達の終わり（ZundVersion）」ISBN 978-4-08-870634-4